# Paid in Full
Paid in Full е сингъл на финландската пауър метъл група Соната Арктика. Издаден е на 27 април 2007 г. Песента е взета от албума „Unia“ и съдържа кавър на песента „Out in the Fields“ на Гери Мур. На обложката е изобразен новия дизайн на логото на Соната Арктика.
Песента дебютира под номер едно във финландските национални музикални чартове.